# トッレ・ディ・モスト
トッレ・ディ・モスト（伊: Torre di Mosto）は、イタリア共和国ヴェネト州ヴェネツィア県にある、人口約4,800人の基礎自治体（コムーネ）。

## 地理

### 位置・広がり

#### 隣接コムーネ
隣接するコムーネは以下の通り。括弧内のTVはトレヴィーゾ県所属を示す。
- カオルレ
- チェッジャ
- チェッサルト (TV)
- エラクレーア
- サン・ドナ・ディ・ピアーヴェ
- サン・スティーノ・ディ・リヴェンツァ

### 気候分類・地震分類
気候分類では、zona E, 2649 GGに分類される。
また、イタリアの地震リスク階級 (it) では、zona 3 (sismicità bassa) に分類される。